# 길라 폰 바이터스하우젠
기젤라 "길라" 폰 바이터스하우젠 여남작(독일어: Gisela „Gila“ Freiin von Weitershausen, 1944년 3월 21일 ~ )은 독일의 배우이다.

## 영화
- 여탐정 미키 (1983년)
- 죽음의 의식 (1976년)
- 고독한 보행자 (1973년)
- 알래스카의 검은 늑대 (1972년)
- 마음의 속삭임 (1971년)